# Фердинанд Антон Леопольд Гогенцоллерн-Хайгерлох
Фердинанд Антон Леопольд Гогенцоллерн-Хайгерлох (4 декабря 1692, Зигмаринген — 23 июля 1750, Аугустусбург и Фалькенлуст в Брюле) — немецкий дворянин, первый министр Кёльнского курфюршества (с 1733 года), граф Гогенцоллерн-Хайгерлох (1702—1750).

## Биография
Родился в Зигмарингене, столице княжества Гогенцоллерн-Зигмаринген. Старший сын графа Франца Антона Гогенцоллерна-Хайгерлоха (1657—1702) и Марии Анны Эусебии (1670—1716), дочери графа Антона Еусебиуса фон Кёнигзегг-Аулендорфа.
В 1702 году после гибели своего отца Фердинанд Антон Леопольд унаследовал титул графа Гогенцоллерн-Хайгерлоха.
В 1706 году стал членом Кёльнского капитула. С 1714 по 1726 год — он был также каноником в Шпейере. В 1725 году он был назначен каноником в Страсбурге.
С 1724 по 1727 год — хорепископ Кельнский. В 1727 году Фердинанд Антон Леопольд Гогенцоллерн-Хайгерлох стал заместителем декана, а в 1731 году — деканом Кёльнского кафедрального собора.
В 1733 году граф Фердинанд Антон Леопольд Гогенцоллерн-Хайгерлох сменил Фердинанда фон Плеттенберга в должности первого министра Кёльнского курфюрста и архиепископа Клеменса Августа Баварского. Но он имел гораздо меньше политического влияния, чем его предшественник. В 1745 году он голосовал от имени Кёльна на выборах императора Франца I.
23 июля 1750 года 57-летний Фердинанд Антон Леопольд Гогенцоллерн-Хайгерлох скончался. Он был похоронен в Кёльнском соборе. Он был не женатым и бездетным. После его смерти титул графа Гогенцоллерн-Хайгерлоха унаследовал младший брат Франц Антон Кристоф.